# Турун фіолетовий
Турун фіолетовий (Carabus violaceus) — вид турунів. На відміну від інших представників свого роду, має фіолетовий колір. Його можна без проблем зустріти в лісах і парках України та майже усієї Європи. Окрім свого кольору, нічим не відрізняється від інших представників свого роду.